# Villers-sur-Bar
Villers-sur-Bar település Franciaországban, Ardennes megyében. Lakosainak száma 240 fő (2022. január 1.). Villers-sur-Bar Cheveuges, Dom-le-Mesnil, Donchery, Hannogne-Saint-Martin, Saint-Aignan és Vrigne-Meuse községekkel határos.

## Népesség
A település népessége az elmúlt években az alábbi módon változott:
| Lakosok száma | 168  | 198  | 252  | 250  | 241  | 240  | 247  | 253  | 253  | 240  |
|               | 1968 | 1982 | 1990 | 2006 | 2013 | 2015 | 2017 | 2019 | 2020 | 2022 |